# Hondevilliers
Hondevilliers je francouzská obec v departementu Seine-et-Marne v regionu Île-de-France. V roce 2013 zde žilo 248 obyvatel.

## Poloha obce
Obec leží u hranic departementu Seine-et-Marne s departementem Aisne, tedy i u hranic regionu Île-de-France s regionem Hauts-de-France.
Sousední obce jsou: Bassevelle, Nogent-l'Artaud (Aisne), Sablonnières, Villeneuve-sur-Bellot a Verdelot.

## Vývoj počtu obyvatel
Počet obyvatel